# Fonction de Debye
En mathématiques, les fonctions de Debye, du nom de Peter Debye, sont des fonctions réelles utilisées en thermodynamique, comme dans les calculs analytiques des intégrales de radiation ou des capacités thermiques de ce qu'on appelle de nos jours le modèle de Debye.

## Définitions
La définition usuelle des fonctions de Debye est définie pour tout entier positif n :
{\displaystyle D_{n}(x)={\frac {n}{x^{n}}}\int _{0}^{x}{\frac {t^{n}}{\mathrm {e} ^{t}-1}}\,\mathrm {d} t.}
Debye a utilisé la fonction D3 pour le calcul de capacités thermiques en 1912.
On utilise également la fonction complémentaire :
{\displaystyle {\overline {D_{n}}}(x)={\frac {n}{x^{n}}}\int _{x}^{+\infty }{\frac {t^{n}}{\mathrm {e} ^{t}-1}}\,\mathrm {d} t.}
Une définition plus complète remplace l'entier n par un réel p strictement positif, de sorte que :
{\displaystyle D_{p}(x)={\frac {p}{x^{p}}}\int _{0}^{x}{\frac {t^{p}}{\mathrm {e} ^{t}-1}}\,\mathrm {d} t.}
ou peut inclure un paramètre β positif :
{\displaystyle D_{n,\beta }(x)={\frac {n}{x^{n}}}\int _{0}^{x}{\frac {t^{n}}{(\mathrm {e} ^{t}-1)^{\beta }}}\,\mathrm {d} t.}

## Propriétés

### Relations
On a :
{\displaystyle \forall p>0,\ D_{p}(x)+{\overline {D_{p}}}(x)={\frac {p}{x^{p}}}\Gamma (p+1)\zeta (p+1).}

### Relations aux autres fonctions
Les fonctions de Debye sont fortement reliées aux fonctions polylogarithmes, les unes apparaissant dans les développements en série des autres (Abramowitz & Stegun, § 27.1) :
{\displaystyle \forall n\in \mathbb {N} ^{*},\ \operatorname {Li} _{n}(\mathrm {e} ^{x})=\sum _{k=0}^{n-1}D_{n-k}(-x){x^{k} \over k!},\quad D_{n}(x)=\sum _{k=0}^{n-1}\operatorname {Li} _{n-k}(\mathrm {e} ^{-x}){x^{k} \over k!}~~~~~~(n=1,2,3,\ldots )}

### Développement en séries
Les fonctions de Debye ont pour développement en série entière,
{\displaystyle \forall x\in ,\quad D_{n}(x)=1-{\frac {n}{2(n+1)}}x+n\sum _{k=1}^{\infty }{\frac {B_{2k}}{(2k+n)(2k)!}}x^{2k},\quad |x|<2\pi ,\ n\geq 1,}
où Bn est le ne nombre de Bernoulli.
On a également
{\displaystyle \forall x\in ,D_{n,\beta }(x)={\frac {n}{x^{n}}}\sum _{k=0}^{+\infty }(-1)^{k}{\frac {(-1)^{k}\Gamma (\beta +k)}{k!\Gamma (\beta )}}{\frac {\gamma (n+1,(\beta +k)x)}{(\beta +k)^{n+1}}}}
où γ désigne la fonction gamma incomplète.

### Limites
Toutes les fonctions de Debye tendent vers 1 en 0 :
{\displaystyle \forall n\in \mathbb {N} ^{*},\ \lim _{x\to 0}D_{n}(x)=1.}
Avec Γ la fonction Gamma d'Euler et ζ la fonction zêta de Riemann, on a,
{\displaystyle \forall n\in \mathbb {N} ^{*},D_{n}(x)={\frac {n}{x^{n}}}\int _{0}^{x}{\frac {t^{n}\,\mathrm {d} t}{\mathrm {e} ^{t}-1}}\sim _{+\infty }{\frac {n}{x^{n}}}\Gamma (n+1)\zeta (n+1)}

### Dérivée
La dérivée vérifie l'équation fonctionnelle
{\displaystyle \forall x>0,\ \forall n\in \mathbb {N} ^{*},\ xD_{n}^{\prime }(x)=n(B(x)-D_{n}(x)),}
avec {\displaystyle B(x)=x/(\mathrm {e} ^{x}-1)}, la fonction de Bernoulli.

## Applications en physique du solide

### Modèle de Debye
Le modèle de Debye a une densité d'états vibrationnels
{\displaystyle g_{\rm {D}}(\omega )={\frac {9\omega ^{2}}{\omega _{\rm {D}}^{3}}}\quad \mathrm {pour} \quad 0\leq \omega \leq \omega _{\rm {D}}}
avec ωD la fréquence de Debye.

### Énergie interne et capacité thermique
En insérant la densité g dans l'énergie interne 
{\displaystyle U=\int _{0}^{\infty }\mathrm {d} \omega \,g(\omega )\,\hbar \omega \,n(\omega )}
avec la distribution de Bose-Einstein
{\displaystyle n(\omega )={\frac {1}{\exp(\hbar \omega /k_{\rm {B}}T)-1}}}.
on obtient
{\displaystyle U=3k_{\rm {B}}T\,D_{3}(\hbar \omega _{\rm {D}}/k_{\rm {B}}T)}.
La capacité thermique est la dérivée vue au-dessus.

### Déplacement quadratique moyen
L'intensité de la diffraction des rayons X ou la diffraction des neutrons au nombre d'onde q est donnée par le facteur de Debye-Waller ou le facteur de Lamb-Mössbauer (en).
Pour des systèmes isotropes, il prend la forme
{\displaystyle \exp(-2W(q))=\exp(-q^{2}\langle u_{x}^{2}\rangle }).
Dans cette expression, le déplacement quadratique moyen renvoie à une seule composante cartésienne ux du vecteur u qui décrit le déplacement d'atome à partir de leurs positions d'équilibre.
En supposant l'harmonicité en développant les modes normaux, on retrouve
{\displaystyle 2W(q)={\frac {\hbar ^{2}q^{2}}{6Mk_{\rm {B}}T}}\int _{0}^{\infty }\mathrm {d} \omega {\frac {k_{\rm {B}}T}{\hbar \omega }}g(\omega )\coth {\frac {\hbar \omega }{2k_{\rm {B}}T}}={\frac {\hbar ^{2}q^{2}}{6Mk_{\rm {B}}T}}\int _{0}^{\infty }\mathrm {d} \omega {\frac {k_{\rm {B}}T}{\hbar \omega }}g(\omega )\left[{\frac {2}{\exp(\hbar \omega /k_{\rm {B}}T)-1}}+1\right].}
En insérant les densités d'état depuis le modèle de Debye, on trouve
{\displaystyle 2W(q)={\frac {3}{2}}{\frac {\hbar ^{2}q^{2}}{M\hbar \omega _{\rm {D}}}}\left[2\left({\frac {k_{\rm {B}}T}{\hbar \omega _{\rm {D}}}}\right)D_{1}\left({\frac {\hbar \omega _{\rm {D}}}{k_{\rm {B}}T}}\right)+{\frac {1}{2}}\right]}.
Avec le développement en série entière de D1, on trouve le déplacement quadratique moyen à hautes températures, qui dépend linéairement de la température
{\displaystyle 2W(q)={\frac {3k_{\rm {B}}Tq^{2}}{M\omega _{\rm {D}}^{2}}}}.
L'absence de {\displaystyle \hbar } indique qu'il s'agit d'un résultat de physique classique. Puisque D1(x) tend vers 0 pour {\displaystyle x\to \infty } on trouve pour T = 0 (énergie du point zéro).
{\displaystyle 2W(q)={\frac {3}{4}}{\frac {\hbar ^{2}q^{2}}{M\hbar \omega _{\rm {D}}}}.}